# 坂巻有紗
坂巻 有紗（さかまき ありさ、2000年9月23日 - ）は、日本の女優、タレント、歌手、モデル。埼玉県出身。クイーンズカンパニー所属。

## 略歴
中学校の時には短距離、走り幅跳び、砲丸投げで県大会に出場したこともあり、「所沢の強肩」の異名を持っていた。高校時代はソフトボール部で活躍。
高校2年生の時に、埼玉県の高校生代表20人に選ばれ、メキシコに交換留学に行く。
英語が得意で、高校3年生の時には全国高校生英語ディベート大会で司会を務め、司会進行はすべて英語で行った。
インスタグラマー、TikToker、モデルなどを経て、2020年からクイーンズカンパニーに所属し、映画、舞台、CM、テレビドラマ、歌手などで活躍中。
2023年には3本の映画、舞台などに抜擢され、演技派女優として定評がある。
2023年9月3日から令和仮面ライダー5作目『仮面ライダーガッチャード』に錬金術を悪用し暗躍する謎の集団「冥黒の三姉妹」の三女として、口琴の音色で発動する特殊な錬金術を使う「ラケシス」役に抜擢される。
「素直にI Love youを」でソロ歌手として10月8日配信リリースを開始。

## 人物
- 明るく元気なキャラクターで、顔立ちが似ていることから令和版ベッキーと言われることもある。
- 家族構成は、父、母、姉、2人の弟。母方の祖父がアイルランド系アメリカ人のクォーター。母方の祖母は沖縄の今帰仁村出身。愛称はアリッサ。
- 趣味は漫画、アニメ、ホラー映画、筋トレ、お笑いを見ること。
- 特技は歌、スポーツ全般、英語、砲丸投げ、ソフトボール。

## 出演作
太字は主演

### 映画
- 短編映画「魔女」（2020年10月1日公開、監督・脚本：大塚祐吉） - W主演・桜井ジュリア 役[6]
- 短編映画「CAT」（2020年10月10日公開、監督：大塚祐吉） - 主演・矢野未来 役[7]
- 夜を走る（2022年5月13日公開、監督：佐向大） - 矢口加奈 役[8]
- 国連UNHCR協会 詩の朗読フィルム「リスト:彼らが手にしていたもの」（2022年6月20日公開、監督：関根光才）[9]
- スパイスより愛を込めて。（2023年6月2日公開、監督：瀬木直貴） - 立花美宇 役
- GONZA（2023年6月30日公開、監督・脚本：千村利光） - ヒロイン・北嶋ナディア 役
- ランサム（2023年7月21日公開、監督：室賀厚）[10]
- ダウンタウン・ユートピア（2023年11月3日公開、監督・脚本：大塚祐吉） - 西村桃 役[11]
- 仮面ライダーガッチャード ザ・フューチャー・デイブレイク（2024年7月26日公開、監督：田﨑竜太、脚本：長谷川圭一） - ラケシス、ラキネイレス 役[12]

### テレビドラマ
- 仮面ライダーガッチャード（2023年9月3日 - 2024年8月25日、テレビ朝日） - ラケシス 役、バグレシアの声[13]
- レッドブルー 第4話（2025年1月14日、毎日放送） -  のいぴな 役[14]
- リラの花咲くけものみち 第2話（2025年2月8日、NHK総合、NHK BSプレミアム4K） - 響 役[15]
- 特捜9 final season 第1話（2025年4月9日、テレビ朝日）[16]

### 情報番組
- シューイチ（2025年4月5日 - ） - リポーター[17]

### Webドラマ
- 冥黒の黙示録 ラケシス（2025年4月6日、東映特撮ファンクラブ） - 主演・ラケシス / 有栖川リサ 役[18]

### ウェブ番組
- 今日、好きになりました。第12弾（2018年10月8日 - 11月5日、AbemaTV）

### CM
- Google Play Best of 2021 アプリ編（ユーザー投票部⾨）
- モスバーガーWebCM2021「とびきりラブストーリー③ 安⼼して?君のことが⼀番…」篇
- DMMブックス「ダンゼンおトク」篇
- GMOとくとくBB光「インターネットはとくとくBB光が断然おトク♪」篇
- GMOとくとくBBホームWi-Fi

### 舞台
- 朗読劇「イン・ザ・ブース」 - 日替わりゲスト
- 私たちに明日はある（配信上演、脚本･演出：八重島ツカサ） - ミーコ 役
- Les Misérables〜惨めなる人々〜（2023年7月11日 - 16日、俳優座劇場） - エポニーヌ 役

### オリジナルビデオ
- 我ら3年G（ガッチャ）組（2024年4月10日・8月7日） - ラケシス / お嬢様番長 役

### イベント
- HMV&BOOKS SHIBUYA LOOPY ポップアップストア販売イベント
- 令和5年高尾山節分会追儺式

### その他コンテンツ
- 東京ガールズコレクションティーン TGC Teen 2019Winter
- Fashion Leaders 2019 SPRING & SUMMER/ AUTUMN & WINTER
- 関西コレクション2021 SPRING & SUMMER
- TOKYO GIRLS MARKET レギュラーディレクター

## 書籍

### 写真集
- 私を見て…（2024年8月26日、集英社、撮影：Takeo Dec.）ISBN 978-4087901726[19]

### デジタル写真集
- Call me アリッサ（2023年7月10日、集英社［週プレ PHOTO BOOK］、撮影：根本好伸）[20]
- ONとOFF（2023年10月16日、集英社［週プレ PHOTO BOOK］、撮影：根本好伸）[21]
- 美しきヒール（2023年10月16日、集英社［週プレ PHOTO BOOK］、撮影：根本好伸）共演：宮原華音[22]
- Active Alissa!（2023年11月13日、小学館［スピ/サン グラビアフォトブック］、撮影：根本好伸）[23]
- ヤンマガアザーっす！＜YM2023年51号未公開カット＞（2024年1月19日、講談社［ヤンマガデジタル写真集］、撮影：根本好伸）[24]
- ナデシコの花（2024年4月15日、集英社［週プレ PHOTO BOOK］、撮影：Takeo Dec.）[25]
- 美貌の裏の”狂気”（2024年6月28日、扶桑社、撮影：中山雅文）[26]
- Addicted（2024年7月12日、講談社［FRIDAYデジタル写真集］、撮影：U-YA）[27]
- 私を見て…〜another edition〜（2024年11月15日、集英社［週プレ PHOTO BOOK］、撮影：Takeo Dec.）[28]
- もう一度…（2025年1月8日、秋田書店［ヤングチャンピオンデジグラ］）
- あした、アリッサに会いたい。（2025年1月31日、KADOKAWA［Gテレデジタル！］）[29]

## ディスコグラフィ

### キャラクターソング
| 発売日       | 商品名                             | 歌                                         | 楽曲                          | 備考                                               |
| ------------ | ---------------------------------- | ------------------------------------------ | ----------------------------- | -------------------------------------------------- |
| 2024年9月4日 | 仮面ライダーガッチャード SONG BEST | 冥黒の三姉妹（沖田絃乃&宮原華音&坂巻有紗） | 「CRY SIS」                   | 特撮テレビドラマ『仮面ライダーガッチャード』関連曲 |
| 2024年9月4日 | 仮面ライダーガッチャード SONG BEST | ガッチャオールスターズ                     | 「CHEMY×STORY Gotca Version」 | 特撮テレビドラマ『仮面ライダーガッチャード』関連曲 |

### ユニットメンバー
1. ↑  本島純政、松本麗世、藤林泰也、安倍乙、富園力也、宮原華音、坂巻有紗、熊木陸斗、加部亜門、福田沙紀

1. 1 2 3  “坂巻有紗、異色の「強肩」女優　中学時代には砲丸投げで県大会に出場する有力選手だった　プリプリ尻に自信あり”. Zakzak (2023年7月22日). 2023年9月14日閲覧。
2. 1 2 3 4 5  宇宙船184 2024, pp. 69–71, 「[対談]宮原華音×坂巻有紗」
3. 1 2 3 4 5 6 7  読本 2025, pp. 25–29, 「KAMEN RIDER GOTCHARD MAIN CAST INTERVIEW 07 宮原華音/坂巻有紗」
4. ↑  “【気になるあの娘】坂巻有紗、ライダーの敵は美しき四刀流「将来はハリウッドに挑戦したい」”.   サンスポ (2023年9月14日). 2023年9月14日閲覧。
5. ↑  “坂巻有紗【歌手デビュー決定！デビューシングル「素直にI love you を」】10月8日配信開始”. QueensCompany. 2024年6月16日閲覧。
6. ↑  “WITCH | Pleasuredome pictures”. PLEASUREDOME PICTURES. 2024年6月15日閲覧。
7. ↑  “CAT | Pleasuredome pictures”. PLEASUREDOME PICTURES. 2024年6月15日閲覧。
8. ↑  “映画『夜を走る』公式サイト”. マーメイドフィルム. 2024年6月15日閲覧。
9. ↑  “2022世界難民の日PROJECT”. 2022 世界難民の日パートナーズ. 2024年6月15日閲覧。
10. ↑  “映画『ランサム』作品情報”. 映画.com.   エイガ・ドット・コム. 2024年6月15日閲覧。
11. ↑  “映画『ダウンタウン・ユートピア』作品情報”. 映画.com.   エイガ・ドット・コム. 2023年11月3日閲覧。
12. ↑  宇宙船185 2024, p. 29, 「映画 仮面ライダーガッチャード ザ・フューチャー・デイブレイク」.
13. ↑  alisa2525_10923の2023年12月17日のツイート、2023年12月17日閲覧。
14. ↑  alisa2525_10923の2025年1月15日のツイート、2025年1月15日閲覧。
15. ↑  坂巻有紗&STAFF [@alisa2525_10923] (2025年2月8日). "📺NHK土曜ドラマ「リラの花咲くけものみち」第2話に"響"役で出演させていただきました!（後略）". X（旧Twitter）より2025年2月9日閲覧。
16. ↑  alisa2525_10923の2025年4月8日のツイート、2025年4月10日閲覧。
17. ↑  alisa2525_10923の2025年4月4日のツイート、2025年4月10日閲覧。
18. ↑  “『仮面ライダーガッチャード』冥黒の三姉妹のスピンオフ決定 ラケシスを軸に誕生秘話が明らかに”. ORICON NEWS.   oricon ME (2024年10月20日). 2024年10月20日閲覧。
19. ↑  “坂巻有紗1st写真集 「私を見て…」”. SHUEISHA.   集英社. 2025年2月1日閲覧。
20. ↑  “【デジタル限定】坂巻有紗写真集「Call me アリッサ」”. SHUEISHA.   集英社. 2025年2月1日閲覧。
21. ↑  “【デジタル限定】坂巻有紗写真集「ONとOFF」”. SHUEISHA.   集英社. 2025年2月1日閲覧。
22. ↑  “【デジタル限定】坂巻有紗＆宮原華音写真集「美しきヒール」”. SHUEISHA.   集英社. 2025年2月1日閲覧。
23. ↑  “坂巻有紗　Active Alissa!”. SHOGAKUKAN.   小学館. 2025年1月31日閲覧。
24. ↑  “『坂巻有紗　【増量版　全５０Ｐ】ヤンマガアザーっす！＜ＹＭ２０２３年５１号未公開カット＞　ヤンマガデジタル写真集』”. 講談社BOOK倶楽部.   講談社. 2025年2月1日閲覧。
25. ↑  “【デジタル限定】坂巻有紗写真集「ナデシコの花」”. SHUEISHA.   集英社. 2025年2月1日閲覧。
26. ↑  “坂巻有紗 デジタル写真集「美貌の裏の“狂気”」先行カットを公開！”. MySPA！.   扶桑社. 2025年2月1日閲覧。
27. ↑  “坂巻有紗　Addicted”. FRIDAY.   講談社. 2025年2月1日閲覧。
28. ↑  “坂巻有紗1st写真集「私を見て・・・～another edition～」”. SHUEISHA.   集英社. 2025年2月1日閲覧。
29. ↑  “「【デジタル限定】坂巻有紗写真集」”. KADOKAWAオフィシャルサイト.   KADOKAWA. 2025年2月1日閲覧。